# Saint-Arcons-d'Allier
Saint-Arcons-d'Allier è un comune francese di 201 abitanti situato nel dipartimento dell'Alta Loira, della regione dell'Alvernia-Rodano-Alpi.

## Società

### Evoluzione demografica
Abitanti censiti